# Samkhya karika
Samkhyakarika (Sanskrit: सांख्यकारिका, Sāṁkhyakārikā) este cel mai vechi text existent al școlii Samkhya - cea mai veche școală a filozofiei indiene vedice. Încadrat in perioada Gupta ( aprox sec 4 sau 5 îen), este atribuit lui  Ishvarakrishna.
In text autorul se descrie pe sine ca aflându-se in succesiunea discipolilor marelui rishi Kapila, prin Asuri și Pabchasikha. Textul constă in 72 de versete in metru Arya, unde ultimele trei versete au fost probabil adăugate ulterior.
Cel mai vechi și mai important comentariu al acestui text il are ca autor pe Gaudapada. Un alt important comentariu este și  cel al lui Vacaspati Mishra : Sāmkhyatattvakaumudī  (sec 9 en).
Samkhya Karika a fost tradusă in chineza in sec VI en. In 1832 Christian Lassen traduce textul in latină. H.T. Colebrooke îl traduce pentru prima dată în engleză, Windischmann și  Lorinser in germană, Pautier și St. Hilaire in franceză, iar Sergiu Al George in română.

## Traduceri în limba română
- Samkhya-karika, Ediție bilingvă realizată de Vlad Șovărel, Traducere din limba sanskrită notă introductivă, comentarii și note, index sanskrit și index de nume: Sergiu Al-George, Editura Herald, Colecția Cărți Fundamentale, București, 2001, 208p, ISBN 973-9453-44-9